# Bjergmølle
Bjergmølle er en firevinget gallerihollænder i Flensborg, som blev opført i 1792. Møllen ligger på en bakke (Krumbjerg) nord for Flensborgs centrum ved Bov Landvej. Den var i drift som kornmølle indtil 1956. Møllen har gennemgået ombygninger i 1869 og 1875 og en omfattende restaurering i 1990. Den funktionsdygtige mølle ejes i dag af kommunen. En del af inventaret er bevaret. Møllen er fredet. Ved siden af bygningen er der en lille bondehave. En privat forening arbejder siden 1981 for møllens og møllegårdens bevarelse.
Bjergmøllen er en af de to sidste vindmøller i byen. Den anden mølle er Sankt Hans Mølle i byens østlige del. Byen havde tidligere 24 vand- og 30 vindmøller. 

## Eksterne links
- Wikimedia Commons har flere filer relateret til Bjergmølle
- Foreningen til møllens bevarelse Arkiveret 2. december 2011 hos  Wayback Machine (tysk)
- Flensborg – fordum møllernes by Arkiveret 16. februar 2022 hos  Wayback Machine (dansk)
- Billede af Bjergmøllen Arkiveret 16. februar 2022 hos  Wayback Machine

54°48′5.90″N 9°25′10.10″Ø / 54.8016389°N 9.4194722°Ø